# (1259) Ógyalla
(1259) Ógyalla est un astéroïde de la ceinture principale découvert le 29 janvier 1933 par l'astronome allemand Karl Wilhelm Reinmuth. Le lieu de découverte est Heidelberg (024). Sa désignation provisoire était 1933 BT.
Il tire son nom de la ville slovaque de Ógyalla, actuellement Hurbanovo.